# 川瀬二郎
川瀬 二郎（かわせ じろう、1914年6月5日 - 1981年12月15日）は、日本の経営者。日本板硝子元社長。福岡県出身。

## 経歴・人物
1935年に彦根高等商業学校を卒業し、同年4月に日本板硝子に入社。1962年5月に取締役に就任し、1966年5月に常務を経て、1971年5月には社長に就任。1976年5月に取締役相談役を経て、1978年6月には相談役に退いた。
1981年12月15日、肝硬変のために死去。67歳没